# Rosa Giner Martínez
Rosa Giner Martínez (Bicorp, Valencia, siglo XX - siglo XX) fue una política y feminista española.

## Biografía
Rosa Giner trabajaba como maestra en un colegio de Vall de Uxó. Desde el primer momento había defendido la tarea educativa republicana y en las aulas trataba de impartir una educación laica, dejando de lado la cuestión religiosa. Estaba afiliada a la Federación Española de Trabajadores de la Enseñanza de la UGT, en su sección de Castellón. Cuando empezó la guerra civil española se encontraba viuda, tenía 36 años y un hijo de 9 años a su cargo. Se posicionó inmediatamente a favor de la legalidad de la Segunda República, y trabajó como enfermera voluntaria en el Hospital de la Vall d'Uixó. Durante el conflicto bélico solicitó  una plaza para trasladarse a Rusia como voluntaria, al mando de una colonia de niños y niñas de familias republicanas.
Políticamente, Rosa Giner fue, como militante del PCE, una de sus líderes más destacadas a la provincia de Castellón. Participaba en mítines con  discursos y en la prensa de la época como el Heraldo de Castellón, donde escribió algunos artículos propagandísticos a favor del antifascismo y la participación de las mujeres en la retaguardia. En estos escritos, denunciaba el complot fascista en el golpe de Estado y los países como Reino Unido y Francia, que firmaron la política de no-intervención en la Guerra Civil, así como reivindicaba el papel más destacado que tenían que tener las mujeres y la juventud en el país.
Además, fundó en el municipio de Vall d'Uxó la Agrupació de Dones Antifeixistes  (ADA), una organización que no se autodefinía como política pero que en la práctica estaba vinculada a la ideología comunista. Desde esta organización, se intentaba capacitar profesionalmente las mujeres a la vez que se ayudaba el gobierno del Frente Popular a ganar la guerra. Su experiencia en Madrid, donde viajó después de la quiebra fascista, le sirve de ejemplo para poner en marcha el ADA en Vall d'Uxó y trabajar en el Hospital de sangre de la localidad. Concretamente, desde este municipio la organización trabajó solidariamente en trabajos de apoyo al frente y a los heridos de guerra, donde el Hospital de Benicasim fue uno de los organismos receptores de las ayudas de las mujeres antifascistas valleres. Fue también una de las oradoras que, con Encarnación Fuyola, secretaria general del Comité Nacional del ADA, participó en el mitin celebrado al Teatro Municipal de Castellón para dar a conocer la agrupación antifascista.
La obstaculización del derecho al trabajo de las mujeres por organizaciones políticas y sindicales fue un hecho denunciado reiteradamente por Rosa Giner, que con estas palabras animaba las mujeres a ocupar los lugares de trabajos: aquí tienes tu lugar en la fábrica, en el taller, en el campo, cumple con tu deber de ciudadana y conquista con tu trabajo tu independencia económica, tu independencia política.
Cuando acabó la Guerra Civil, fue sometida a un consejo de guerra, acusada de adoctrinar los niños y las niñas y de enseñarlos a no creer en Dios; también se dijo que llevaba pistola y que confiscó un chalé para los rojos. Destacó su fuerte personalidad y su "tono violento de expresión". Rosa Giner fue condenada a 20 años de reclusión menor y a la inhabilitación absoluta durante el tiempo de duración de la condena. Esto significaba la pérdida de su plaza en propiedad de maestra nacional, y la privación de su forma de sostenimiento familiar. Finalmente, se exilió en Venezuela donde siguen viviendo sus nietos.